# Cross My Heart
Cross My Heart (bra: Mentirosa) é um filme estadunidense de 1946, do gênero comédia musical, dirigido por John Berry e estrelado por Betty Hutton e Sonny Tufts. Trata-se da refilmagem musical de True Confession com Carole Lombard, com canções de Jimmy Van Heusen e Johnny Burke. O hábito da versão com Carole, em que a heroína empurra a bochecha com a língua toda vez que vai mentir, foi mantido.

## Elenco
| Ator/Atriz       | Personagem        |
| ---------------- | ----------------- |
| Betty Hutton     | Peggy Harper      |
| Sonny Tufts      | Oliver Clarke     |
| Rhys Williams    | Promotor          |
| Ruth Donnelly    | Eve Harper        |
| Al Bridge        | Detetive Flynn    |
| Iris Adrian      | Senhorita Baggart |
| Howard Freeman   | Wallace Brent     |
| Lewis L. Russell | Juiz              |
| Michael Chekhov  | Peter             |